# Sunja (folyó)
A Sunja egy folyó Horvátországban, Szlavóniában, a Száva jobb oldali mellékvize.

## Leírása
A Sunja a Zrinyi-hegység északi lejtőin, a 615 méteres Priseka alatt, 600 méteres magasságban, Lovča falutól délre ered. Északi irányban folyik, majd Komogovinánál délkeletre fordul. Majur falunál ismét északnak kanyarodik, ezután Sunja falunál keletre fordul. Alsó folyásánál a Lónyamezőn át a Száva mellett folyik, majd Jasenovactól 12 km-re északnyugatra, Puska falunál ömlik a Szávába. Hosszúsága 69 km, vízgyűjtő területe 462 km².